# Chiesa di Santa Maria della Consolazione (Cocconato)
La chiesa di Santa Maria della Consolazione è la parrocchiale di Cocconato, in provincia di Asti e diocesi di Casale Monferrato; fa parte dell'unità pastorale San Candido.

## Storia

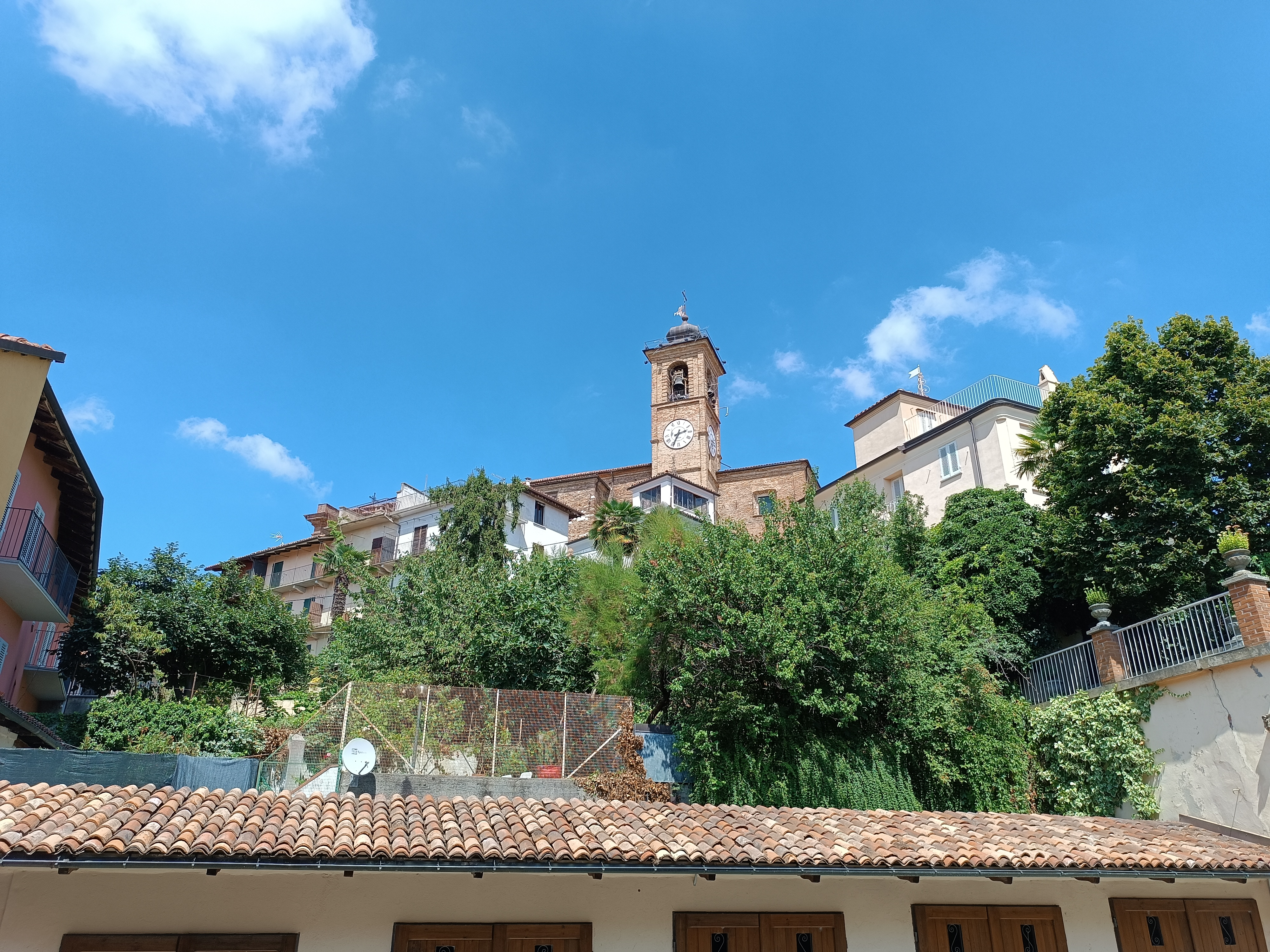
Veduta Chiesa Parrocchiale dal cortile del Municipio

La primitiva chiesa di Santa Maria, attestata a partire dal 1357, venne distrutta nel 1556 dalle truppe francesi agli ordini del maresciallo Brissac.
La nuova chiesa, disegnata da Giovan Battista Ponti, venne costruita alla fine del XVII secolo, venendo quindi inaugurata ed eretta a parrocchiale nel 1689 mentre nel 1770 si provvide a sopraelevare il campanile.
Nel 1805 la parrocchia passò dall'arcidiocesi di Vercelli a quella di Torino, mentre poi nel 1817 entrò a far parte della diocesi di Casale Monferrato; tra il 1859 e il 1860 la chiesa fu ampliata, visto che si era resa insufficiente a soddisfare le esigenze dei fedeli, e consacrata dal vescovo Luigi Nazari di Calabiana il 5 agosto 1860.
L'edificio fu interessato da un intervento di restauro tra il 1984 e il 1985 e poi nuovamente tra il 1999 e il 2001.

## Descrizione

### Esterno
La facciata della chiesa, rivolta a nordovest, abbellita da specchiature e coronata dal frontone triangolare, è scandita da sei paraste e presenta al centro il portale d'ingresso, sormontato da una mensola sorretta da modiglioni.
Annesso alla parrocchiale è il campanile a base quadrata, suddiviso in più registri da cornici; la cella presenta su ogni lato una monofora ed è coronata dalla cupola a bulbo costruita su progetto di Michele Ricciardi.

### Interno
L'interno dell'edificio si compone di un'unica navata, sulla quale si affacciano le cappelle laterali e le cui pareti sono scandite da lesene, sorreggenti la cornice modanata, sopra la quale s'imposta la volta; al termine dell'aula si sviluppa il presbiterio.
Qui sono conservate numerose opere di pregio, tra le quali la tela del 1675 ritrente l'Angelo custode e la Vergine intercedente, che reca la firma di Giovanni Francesco Sacchetti, l'altare maggiore, costruito tra il 1924 e il 1926 da Carlo e Giovanni Antonio Piazzolo, la pala raffigurante la Madonna della Consolazione con i Santi Fausto e Felice, dipinta nel 1731 da Vitaliano Grassi, la tela che ritrae Gesù Crocifisso tra Sant'Antonio e la Maddalena, il paliotto con la Pesca miracolosa, realizzato da Pietro Antonio Guazzone nel 1730 ed originariamente collocato nella chiesa della Trinità a Casale Monferrato, il dipinto con soggetto Dio benedicente, eseguito da Carlo Antonio Martini, autore pure della pala con il Sacro Cuore di Gesù assieme a Sant'Isidoro, la tela che rappresenta il Cuore Immacolato di Maria e i Santi Crispino, Omobono e Giuseppe, eseguita nel 1868 da don Edoardo Mentasti, l'altare laterale di Ognissanti, costruito nel 1651, la Via Crucis del 1743, la seicentesca acquasantiera in pietra di Gassino, la pala del 1652 raffigurante la Trinità e tutti i Santi, attribuita a Giovanni Paolo Cervetto, e tre tele del XVII secolo che rappresentano rispettivamente Cristo alla colonna, l'Immacolata con i santi Francesco Saverio e Giovanni Battista e l'Imposizione della corona di spine.